# NG Travel
 (août 2022).
Si vous disposez d'ouvrages ou d'articles de référence ou si vous connaissez des sites web de qualité traitant du thème abordé ici, merci de compléter l'article en donnant les références utiles à sa vérifiabilité et en les liant à la section « Notes et références ».
 (août 2022).
 (août 2022).
La mise en forme du texte ne suit pas les recommandations de Wikipédia : il faut le « wikifier ».
Les points d'amélioration suivants sont les cas les plus fréquents :
- Les titres sont pré-formatés par le logiciel. Ils ne sont ni en capitales, ni en gras.
- Le texte ne doit pas être écrit en capitales (les noms de famille non plus), ni en gras, ni en italique, ni en « petit »…
- Le gras n'est utilisé que pour surligner le titre de l'article dans l'introduction, une seule fois.
- L'italique est rarement utilisé : mots en langue étrangère, titres d'œuvres, noms de bateaux, etc.
- Les citations ne sont pas en italique mais en corps de texte normal. Elles sont entourées par des guillemets français : « et ».
- Les listes à puces sont à éviter, des paragraphes rédigés étant largement préférés. Les tableaux sont à réserver à la présentation de données structurées (résultats, etc.).
- Les appels de note de bas de page (petits chiffres en exposant, introduits par l'outil «  Source ») sont à placer entre la fin de phrase et le point final[comme ça].
- Les liens internes (vers d'autres articles de Wikipédia) sont à choisir avec parcimonie. Créez des liens vers des articles approfondissant le sujet. Les termes génériques sans rapport avec le sujet sont à éviter, ainsi que les répétitions de liens vers un même terme.
- Les liens externes sont à placer uniquement dans une section « Liens externes », à la fin de l'article. Ces liens sont à choisir avec parcimonie suivant les règles définies. Si un lien sert de source à l'article, son insertion dans le texte est à faire par les notes de bas de page.
- La présentation des références doit suivre les conventions bibliographiques. Il est recommandé d'utiliser les modèles {{Ouvrage}}, {{Chapitre}}, {{Article}}, {{Lien web}} et/ou {{Bibliographie}}. Le mode d'édition visuel peut mettre en forme automatiquement les références.
- Insérer une infobox (cadre d'informations à droite) n'est pas obligatoire pour parachever la mise en page.

Pour une aide détaillée, merci de consulter Aide:Wikification.
Si vous pensez que ces points ont été résolus, vous pouvez retirer ce bandeau et améliorer la mise en forme d'un autre article.
NG Travel (de l'anglais "Next Generation Travel") est une société de voyage et tourisme dont le siège est situé à Paris, France. Cette holding a été fondée en 2008.

## Histoire
En juin 2008, la holding NG Travel est créée par Olivier Kervella, Karim Massoud, Christian Mazeau, Bruno Rigal, Philippe Sangouard, Roland Sfeir, et Pascal Villa (qui en deviennent les principaux actionnaires, par la fusion de trois marques d'opérateurs: 
- Directours (Tour opérateur spécialiste du voyage à la carte haut de gamme créé en 1994 par Michel-Yves Labbé)
- Boomerang Voyages (créé en 1990, ce Tour opérateur 100 % BtoB est spécialisé dans la vente de week-ends et courts-séjours aux agences de voyages, ainsi que des circuits depuis 2017. Boomerang Voyages est devenue filiale de Directours en 2006[1],[2],[3])
- Plus Voyages (créé en 1992 par Karim Massoud, Plus Voyages propose des voyages d'affaires, via des agences et Internet à travers les marques Promovols (vols secs) et Promoséjours (vente de Packages))

En 2010, une nouvelle marque d'opérateur est créée: CE Evasion, spécialiste des voyages de groupe pour les comités d'entreprise, associations et collectivités.
En 2013, le premier Kappa Club est lancé à l'île Maurice,,
En 2015, le premier Club Coralia est lancé en Crète. La même année, NG Travel acquiert SIPTOS, spécialisée dans le développement de son outil informatique "Comete", qui sera dès lors développé et mis à jour régulièrement afin de remplacer la NG Box[pertinence contestée].
Pour l'été 2016, Directours annonce le retour de la production de Nosylis Collection, spécialiste du très haut de gamme.
En 2018, Siparex acquiert une participation minoritaire dans NG Travel, au travers de son fonds ETI 4. Siparex connaît déjà le monde du voyage à l'époque puisque la société d'investissement vient de sortir du capital de Marietton (Voyamar, Havas Voyage, ..) et que l'un de ses véhicules ("XAnge") a investi dans Evaneos.
En 2019, NG Travel crée Kappa Viaggi à Nice, avec une équipe locale responsable du marché italien.
En décembre 2020, la marque Jet Tours est cédée au voyagiste Directours,,.
Début 2021, le groupe NG Travel renomme les « Club Jet Tours » en redonnant vie à « Club Eldorador »,, marque axée sur le sport et la famille.
A l'été 2022, ce sont près de 90 clubs qui seront opérationnels, 45 Club Coralia, 38 Kappa Club et Kappa City et 5 Club Eldorador.
NG Travel met un pas dans l'hôtellerie de luxe en 2022, avec l'ouverture de son premier hôtel, le Kappa Senses Ubud, à Bali.

## Stratégie de multi-positionnement
Grâce à son portefeuille multimarques, NG Travel a un positionnement multicanal et peut toucher tous les types de clients: agences de voyages, marchés en ligne, vendeurs flash, RH d'entreprise ou clients finaux directement.
L'entreprise connaît une croissance continue jusqu'en 2020.
La crise du Covid a eu un impact sur le marché de NG Travel en 2020 et 2021.